# BAFTA de melhor figurino
O BAFTA de Melhor Figurino (no original, em inglês: BAFTA Award for Best Costume Design) é um dos prêmios atribuídos na cerimônia para os melhores figurinistas de cada ano.

## Vencedores e indicados

### Década de 1960
Melhor Figurino Britânico – Preto e Branco
| Ano  | Filme                     | Vencedor(es)                |
| ---- | ------------------------- | --------------------------- |
| 1965 | The Pumpkin Eater         | Motley Theatre Design Group |
| 1965 | Of Human Bondage          | Beatrice Dawson             |
| 1965 | Psyche 59                 | Julie Harris                |
| 1968 | Mademoiselle              | Jocelyn Rickards            |
| 1968 | The Sailor from Gibraltar | Jocelyn Rickards            |

Melhor Figurino Britânico – Colorido
| Ano  | Filme                                          | Vencedor(es)                      |
| ---- | ---------------------------------------------- | --------------------------------- |
| 1965 | Becket                                         | Margaret Furse                    |
| 1965 | The Long Ships                                 | Anthony Mendleson                 |
| 1965 | The Yellow Rolls-Royce                         | Anthony Mendleson                 |
| 1965 | Woman of Straw                                 | Beatrice Dawson                   |
| 1966 | Those Magnificent Men in Their Flying Machines | Osbert Lancaster e Dinah Greet    |
| 1966 | The Amorous Adventures of Moll Flanders        | Elizabeth Haffenden e Joan Bridge |
| 1966 | Help!                                          | Julie Harris                      |
| 1966 | A Shot in the Dark                             | Margaret Furse                    |
| 1966 | Young Cassidy                                  | Margaret Furse                    |
| 1967 | The Wrong Box                                  | Julie Harris                      |
| 1967 | Arabesque                                      | Christian Dior                    |
| 1967 | The Blue Max                                   | John Furniss                      |
| 1967 | Romeo and Juliet                               | Nicholas Georgiadis               |
| 1968 | A Man for All Seasons                          | Elizabeth Haffenden e Joan Bridge |
| 1968 | Half a Sixpence                                | Elizabeth Haffenden e Joan Bridge |
| 1968 | Casino Royale                                  | Julie Harris                      |
| 1968 | Far from the Madding Crowd                     | Alan Barrett                      |

Melhor Figurino
| Ano  | Filme                           | Vencedor(es)        |
| ---- | ------------------------------- | ------------------- |
| 1969 | Romeo and Juliet                | Danilo Donati       |
| 1969 | The Charge of the Light Brigade | David Walker        |
| 1969 | The Lion in Winter              | Margaret Furse      |
| 1969 | Oliver!                         | Phyllis Dalton      |
| 1970 | Oh! What a Lovely War           | Anthony Mendleson   |
| 1970 | Funny Girl                      | Irene Sharaff       |
| 1970 | Isadora                         | Ruth Myers          |
| 1970 | Women in Love                   | Shirley Ann Russell |

### Década de 1970
| Ano  | Filme                                                     | Vencedor(es)                                         |
| ---- | --------------------------------------------------------- | ---------------------------------------------------- |
| 1971 | Waterloo                                                  | Maria De Matteis                                     |
| 1971 | Anne of the Thousand Days                                 | Margaret Furse                                       |
| 1971 | Cromwell                                                  | Vittorio Nino Novarese                               |
| 1971 | Ryan's Daughter                                           | Jocelyn Rickards                                     |
| 1972 | Morte a Venezia (Death in Venice)                         | Piero Tosi                                           |
| 1972 | The Go-Between                                            | John Furniss                                         |
| 1972 | Nicholas and Alexandra                                    | Yvonne Blake e Antonio Castillo                      |
| 1972 | The Tales of Beatrix Potter                               | Christine Edzard                                     |
| 1973 | Alice's Adventures in Wonderland, Macbeth e Young Winston | Anthony Mendleson                                    |
| 1973 | Cabaret                                                   | Charlotte Flemming                                   |
| 1973 | The Godfather                                             | Anna Hill Johnstone                                  |
| 1974 | The Hireling                                              | Phyllis Dalton                                       |
| 1974 | Brother Sun, Sister Moon                                  | Danilo Donati                                        |
| 1974 | A Doll's House                                            | Beatrice Dawson                                      |
| 1974 | Jesus Christ Superstar                                    | Yvonne Blake                                         |
| 1975 | The Great Gatsby                                          | Theoni V. Aldredge                                   |
| 1975 | Chinatown                                                 | Anthea Sylbert                                       |
| 1975 | Murder on the Orient Express                              | Tony Walton                                          |
| 1975 | The Three Musketeers                                      | Yvonne Blake                                         |
| 1976 | The Day of the Locust                                     | Ann Roth                                             |
| 1976 | Barry Lyndon                                              | Ulla-Britt Söderlund e Milena Canonero               |
| 1976 | The Four Musketeers                                       | Yvonne Blake                                         |
| 1976 | The Man Who Would Be King                                 | Edith Head                                           |
| 1977 | The Marquise of O (Die Marquise von O...)                 | Moidele Bickel                                       |
| 1977 | Bugsy Malone                                              | Monica Howe                                          |
| 1977 | Picnic at Hanging Rock                                    | Judith Dorsman                                       |
| 1977 | The Slipper and the Rose                                  | Julie Harris                                         |
| 1978 | Il Casanova di Federico Fellini (Fellini's Casanova)      | Danilo Donati                                        |
| 1978 | Joseph Andrews                                            | Michael Annals e Patrick Wheatley                    |
| 1978 | New York, New York                                        | Theadora Van Runkle                                  |
| 1978 | Valentino                                                 | Shirley Ann Russell                                  |
| 1979 | Death on the Nile                                         | Anthony Powell                                       |
| 1979 | The Duellists                                             | Tom Rand                                             |
| 1979 | Julia                                                     | Anthea Sylbert, Joan Bridge e Annalisa Nasalli-Rocca |
| 1979 | Star Wars                                                 | John Mollo                                           |
| 1980 | Yanks                                                     | Shirley Ann Russell                                  |
| 1980 | Agatha                                                    | Shirley Ann Russell                                  |
| 1980 | Alien                                                     | John Mollo                                           |
| 1980 | The Europeans                                             | Judy Moorcroft                                       |

### Década de 1980
| Ano  | Filme                                     | Vencedor(es)                   |
| ---- | ----------------------------------------- | ------------------------------ |
| 1981 | Kagemusha (Shadow Warrior)                | Seiichiro Momosawa             |
| 1981 | All That Jazz                             | Albert Wolsky                  |
| 1981 | Don Giovanni                              | Frantz Salieri                 |
| 1981 | Flash Gordon                              | Danilo Donati                  |
| 1982 | Chariots of Fire                          | Milena Canonero                |
| 1982 | Excalibur                                 | Bob Ringwood                   |
| 1982 | The French Lieutenant's Woman             | Tom Rand                       |
| 1982 | Tess                                      | Anthony Powell                 |
| 1983 | Blade Runner                              | Michael Kaplan e Charles Knode |
| 1983 | Gandhi                                    | Bhanu Athaiya e John Mollo     |
| 1983 | Reds                                      | Shirley Ann Russell            |
| 1983 | The Draughtsman's Contract                | Sue Blane                      |
| 1984 | La traviata                               | Piero Tosi                     |
| 1984 | Fanny och Alexander (Fanny and Alexander) | Marik Vos-Lundh                |
| 1984 | Heat and Dust                             | Barbara Lane                   |
| 1984 | Tootsie                                   | Ruth Morley                    |
| 1985 | Once Upon a Time in America               | Gabriella Pescucci             |
| 1985 | The Bostonians                            | Jenny Beavan e John Bright     |
| 1985 | The Company of Wolves                     | Elizabeth Waller               |
| 1985 | Swann in Love (Un amour de Swann)         | Yvonne Sassinot de Nesle       |
| 1986 | The Cotton Club                           | Milena Canonero                |
| 1986 | Amadeus                                   | Theodor Pištěk                 |
| 1986 | Legend                                    | Charles Knode                  |
| 1986 | A Passage to India                        | Judy Moorcroft                 |
| 1987 | A Room with a View                        | Jenny Beavan e John Bright     |
| 1987 | The Mission                               | Enrico Sabbatini               |
| 1987 | Out of Africa                             | Milena Canonero                |
| 1987 | Ran                                       | Emi Wada                       |
| 1988 | Radio Days                                | Jeffrey Kurland                |
| 1988 | Hope and Glory                            | Shirley Ann Russell            |
| 1988 | Little Dorrit                             | Sands Films                    |
| 1988 | The Untouchables                          | Marilyn Vance-Straker          |
| 1989 | The Last Emperor                          | James Acheson                  |
| 1989 | The Dressmaker                            | Judy Moorcroft                 |
| 1989 | Empire of the Sun                         | Bob Ringwood                   |
| 1989 | White Mischief                            | Marit Allen                    |
| 1990 | The Adventures of Baron Munchausen        | Gabriella Pescucci             |
| 1990 | Batman                                    | Bob Ringwood                   |
| 1990 | Dangerous Liaisons                        | James Acheson                  |
| 1990 | Henry V                                   | Phyllis Dalton                 |

### Década de 1990
| Ano  | Filme                                            | Vencedor(es)                              |
| ---- | ------------------------------------------------ | ----------------------------------------- |
| 1991 | Goodfellas                                       | Richard Bruno                             |
| 1991 | Nuovo Cinema Paradiso                            | Beatrice Bulgari                          |
| 1991 | Dick Tracy                                       | Milena Canonero                           |
| 1991 | Pretty Woman                                     | Marilyn Vance-Straker                     |
| 1992 | Cyrano de Bergerac                               | Franca Squarciapino                       |
| 1992 | Edward Scissorhands                              | Colleen Atwood                            |
| 1992 | Robin Hood: Prince of Thieves                    | John Bloomfield                           |
| 1992 | Valmont                                          | Theodor Pištěk                            |
| 1993 | Strictly Ballroom                                | Catherine Martin e Angus Strathie         |
| 1993 | Chaplin                                          | Ellen Mirojnick e John Mollo              |
| 1993 | Howards End                                      | Jenny Beavan e John Bright                |
| 1993 | The Last of the Mohicans                         | Elsa Zamparelli                           |
| 1994 | The Piano                                        | Janet Patterson                           |
| 1994 | Bram Stoker's Dracula                            | Eiko Ishioka                              |
| 1994 | Much Ado About Nothing                           | Phyllis Dalton                            |
| 1994 | Orlando                                          | Sandy Powell                              |
| 1994 | Schindler's List                                 | Anna B. Sheppard                          |
| 1995 | The Adventures of Priscilla, Queen of the Desert | Tim Chappel e Lizzy Gardiner              |
| 1995 | Four Weddings and a Funeral                      | Lindy Hemming                             |
| 1995 | Interview with the Vampire                       | Sandy Powell                              |
| 1995 | Little Women                                     | Colleen Atwood                            |
| 1996 | Braveheart                                       | Charles Knode                             |
| 1996 | The Madness of King George                       | Mark Thompson                             |
| 1996 | Restoration                                      | James Acheson                             |
| 1996 | Sense and Sensibility                            | Jenny Beavan e John Bright                |
| 1997 | Richard III                                      | Shuna Harwood                             |
| 1997 | The English Patient                              | Ann Roth                                  |
| 1997 | Evita                                            | Penny Rose                                |
| 1997 | Hamlet                                           | Alexandra Byrne                           |
| 1998 | Mrs Brown                                        | Deirdre Clancy                            |
| 1998 | The Wings of the Dove                            | Sandy Powell                              |
| 1998 | L.A. Confidential                                | Ruth Myers                                |
| 1998 | Titanic                                          | Deborah Lynn Scott                        |
| 1999 | Velvet Goldmine                                  | Sandy Powell                              |
| 1999 | Shakespeare in Love                              | Sandy Powell                              |
| 1999 | Elizabeth                                        | Alexandra Byrne                           |
| 1999 | The Mask of Zorro                                | Graciela Mazón                            |
| 2000 | Sleepy Hollow                                    | Colleen Atwood                            |
| 2000 | The End of the Affair                            | Sandy Powell                              |
| 2000 | An Ideal Husband                                 | Caroline Harris                           |
| 2000 | Tea with Mussolini                               | Anna Anni, Jenny Beavan e Alberto Spiazzi |

### Década de 2000
| Ano  | Filme                                                          | Vencedor(es)                      |
| ---- | -------------------------------------------------------------- | --------------------------------- |
| 2001 | Wo hu cang long (Crouching Tiger, Hidden Dragon)               | Timmy Yip                         |
| 2001 | Chocolat                                                       | Renee Ehrlich Kalfus              |
| 2001 | Gladiator                                                      | Janty Yates                       |
| 2001 | The House of Mirth                                             | Monica Howe                       |
| 2001 | Quills                                                         | Jacqueline West                   |
| 2002 | Gosford Park                                                   | Jenny Beavan                      |
| 2002 | Harry Potter and the Philosopher's Stone                       | Judianna Makovsky                 |
| 2002 | The Lord of the Rings: The Fellowship of the Ring              | Ngila Dickson e Richard Taylor    |
| 2002 | Moulin Rouge!                                                  | Catherine Martin e Angus Strathie |
| 2002 | Planet of the Apes                                             | Colleen Atwood                    |
| 2003 | The Lord of the Rings: The Two Towers                          | Ngila Dickson e Richard Taylor    |
| 2003 | Catch Me If You Can                                            | Mary Zophres                      |
| 2003 | Chicago                                                        | Colleen Atwood                    |
| 2003 | Frida                                                          | Julie Weiss                       |
| 2003 | Gangs of New York                                              | Sandy Powell                      |
| 2004 | Master and Commander: The Far Side of the World                | Wendy Stites                      |
| 2004 | Cold Mountain                                                  | Carlo Poggioli e Ann Roth         |
| 2004 | Girl with a Pearl Earring                                      | Dien van Straalen                 |
| 2004 | The Lord of the Rings: The Return of the King                  | Ngila Dickson e Richard Taylor    |
| 2004 | Pirates of the Caribbean: The Curse of the Black Pearl         | Penny Rose                        |
| 2005 | Vera Drake                                                     | Jacqueline Durran                 |
| 2005 | The Aviator                                                    | Sandy Powell                      |
| 2005 | Finding Neverland                                              | Alexandra Byrne                   |
| 2005 | Shi mian mai fu (House of Flying Daggers)                      | Emi Wada                          |
| 2005 | The Merchant of Venice                                         | Sammy Sheldon                     |
| 2006 | Memoirs of a Geisha                                            | Colleen Atwood                    |
| 2006 | Charlie and the Chocolate Factory                              | Gabriella Pescucci                |
| 2006 | The Chronicles of Narnia: The Lion, the Witch and the Wardrobe | Isis Mussenden                    |
| 2006 | Mrs. Henderson Presents                                        | Sandy Powell                      |
| 2006 | Pride & Prejudice                                              | Jacqueline Durran                 |
| 2007 | El laberinto del fauno (Pan's Labyrinth)                       | Lala Huete                        |
| 2007 | The Devil Wears Prada                                          | Patricia Field                    |
| 2007 | Marie Antoinette                                               | Milena Canonero                   |
| 2007 | Pirates of the Caribbean: Dead Man's Chest                     | Penny Rose                        |
| 2007 | The Queen                                                      | Consolata Boyle                   |
| 2008 | La môme (La Vie en Rose)                                       | Marit Allen                       |
| 2008 | Atonement                                                      | Jacqueline Durran                 |
| 2008 | Elizabeth: The Golden Age                                      | Alexandra Byrne                   |
| 2008 | Se, jie (Lust, Caution)                                        | Lai Pan                           |
| 2008 | Sweeney Todd: The Demon Barber of Fleet Street                 | Colleen Atwood                    |
| 2009 | The Duchess                                                    | Michael O'Connor                  |
| 2009 | Changeling                                                     | Deborah Hopper                    |
| 2009 | The Curious Case of Benjamin Button                            | Jacqueline West                   |
| 2009 | The Dark Knight                                                | Lindy Hemming                     |
| 2009 | Revolutionary Road                                             | Albert Wolsky                     |
| 2010 | The Young Victoria                                             | Sandy Powell                      |
| 2010 | Bright Star                                                    | Janet Patterson                   |
| 2010 | Coco avant Chanel (Coco Before Chanel)                         | Catherine Leterrier               |
| 2010 | An Education                                                   | Odile Dicks-Mireaux               |
| 2010 | A Single Man                                                   | Arianne Phillips                  |

### Década de 2010
| Ano  | Filme                                   | Vencedor(es)                        |
| ---- | --------------------------------------- | ----------------------------------- |
| 2011 | Alice in Wonderland                     | Colleen Atwood                      |
| 2011 | Black Swan                              | Amy Westcott                        |
| 2011 | The King's Speech                       | Jenny Beavan                        |
| 2011 | Made in Dagenham                        | Louise Stjernsward                  |
| 2011 | True Grit                               | Mary Zophres                        |
| 2012 | The Artist                              | Mark Bridges                        |
| 2012 | Hugo                                    | Sandy Powell                        |
| 2012 | Jane Eyre                               | Michael O'Connor                    |
| 2012 | Tinker Tailor Soldier Spy               | Jacqueline Durran                   |
| 2012 | My Week with Marilyn                    | Jill Taylor                         |
| 2013 | Anna Karenina                           | Jacqueline Durran                   |
| 2013 | Great Expectations                      | Beatrix Aruna Pasztor               |
| 2013 | Les Misérables                          | Paco Delgado                        |
| 2013 | Lincoln                                 | Joanna Johnston                     |
| 2013 | Snow White and the Huntsman             | Colleen Atwood                      |
| 2014 | The Great Gatsby                        | Catherine Martin                    |
| 2014 | American Hustle                         | Michael Wilkinson                   |
| 2014 | Behind the Candelabra                   | Ellen Mirojnick                     |
| 2014 | The Invisible Woman                     | Michael O'Connor                    |
| 2014 | Saving Mr. Banks                        | Daniel Orlandi                      |
| 2015 | The Grand Budapest Hotel                | Milena Canonero                     |
| 2015 | The Imitation Game                      | Sammy Sheldon Differ                |
| 2015 | Into the Woods                          | Colleen Atwood                      |
| 2015 | Mr. Turner                              | Jacqueline Durran                   |
| 2015 | The Theory of Everything                | Steven Noble                        |
| 2016 | Mad Max: Fury Road                      | Jenny Beavan                        |
| 2016 | Brooklyn                                | Odile Dicks-Mireaux                 |
| 2016 | Carol                                   | Sandy Powell                        |
| 2016 | Cinderella                              | Sandy Powell                        |
| 2016 | The Danish Girl                         | Paco Delgado                        |
| 2017 | Jackie                                  | Madeline Fontaine                   |
| 2017 | Allied                                  | Joanna Johnston                     |
| 2017 | Fantastic Beasts and Where to Find Them | Colleen Atwood                      |
| 2017 | Florence Foster Jenkins                 | Consolata Boyle                     |
| 2017 | La La Land                              | Mary Zophres                        |
| 2018 | Phantom Thread                          | Mark Bridges                        |
| 2018 | Darkest Hour                            | Jacqueline Durran                   |
| 2018 | Beauty and the Beast                    | Jacqueline Durran                   |
| 2018 | The Shape of Water                      | Luís Sequeira                       |
| 2018 | I, Tonya                                | Jennifer Johnson                    |
| 2019 | The Favourite                           | Sandy Powell                        |
| 2019 | Mary Poppins Returns                    | Sandy Powell                        |
| 2019 | The Ballad of Buster Scruggs            | Mary Zophres                        |
| 2019 | Bohemian Rhapsody                       | Julian Day                          |
| 2019 | Mary Queen of Scots                     | Alexandra Byrne                     |
| 2020 | Little Women                            | Jacqueline Durran                   |
| 2020 | The Irishman                            | Sandy Powell e Christopher Peterson |
| 2020 | Jojo Rabbit                             | Mayes C. Rubeo                      |
| 2020 | Judy                                    | Jany Temime                         |
| 2020 | Once Upon a Time in Hollywood           | Arianne Phillips                    |

### Década de 2020
| Ano  | Filme                      | Vencedor(es)                    |
| ---- | -------------------------- | ------------------------------- |
| 2021 | Ma Rainey's Black Bottom   | Ann Roth                        |
| 2021 | Ammonite                   | Michael O'Connor                |
| 2021 | The Dig                    | Alice Babidge                   |
| 2021 | Emma                       | Alexandra Byrne                 |
| 2021 | Mank                       | Trish Summerville               |
| 2022 | Cruella                    | Jenny Beavan                    |
| 2022 | Cyrano                     | Massimo Cantini Parrini         |
| 2022 | Dune                       | Robert Morgan e Jacqueline West |
| 2022 | The French Dispatch        | Milena Canonero                 |
| 2022 | Nightmare Alley            | Luís Sequeira                   |
| 2023 | Elvis                      | Catherine Martin                |
| 2023 | Im Westen nichts Neues     | Lisy Christl                    |
| 2023 | Amsterdam                  | J. R Hawbaker e Albert Wolski   |
| 2023 | Babylon                    | Mary Zophres                    |
| 2023 | Mrs. Harris Goes to Paris  | Jenny Beavan                    |
| 2024 | Poor Things                | Holly Waddington                |
| 2024 | Barbie                     | Jacqueline Durran               |
| 2024 | Oppenheimer                | Ellen Mirojnick                 |
| 2024 | Killers of the Flower Moon | Jacqueline West                 |
| 2024 | Napoleon                   | David Crossman e Janty Yates    |
| 2025 | Wicked                     | Paul Tazewell                   |
| 2025 | Blitz                      | Jacqueline Durran               |
| 2025 | Conclave                   | Lisy Christl                    |
| 2025 | Nosferatu                  | Linda Muir                      |
| 2025 | A Complete Unknown         | Arianne Phillips                |